# 혼화성
혼화성(混和性)은 물과 에탄올처럼 쉽게 잘 섞이는 액체 사이의 관계에서 쓰이는 말이다. 섞임성이라고도 한다.

## 같이 보기
- 에멀전